# Athanasia microcephala
Athanasia microcephala là một loài thực vật có hoa trong họ Cúc. Loài này được (DC.) D.Dietr. mô tả khoa học đầu tiên năm 1847.